# وردن سور له دوبس
وردن سور له دوبس (به فرانسوی: Verdun-sur-le-Doubs) یک کمون در فرانسه است که در بورگوین واقع شده‌است.

## خصوصیات
وردن سور له دوبس ۷٫۲۷ کیلومترمربع مساحت و ۱٬۱۶۴ نفر جمعیت دارد و ۱۸۰ متر بالاتر از سطح دریا واقع شده‌است.

## نگارخانه

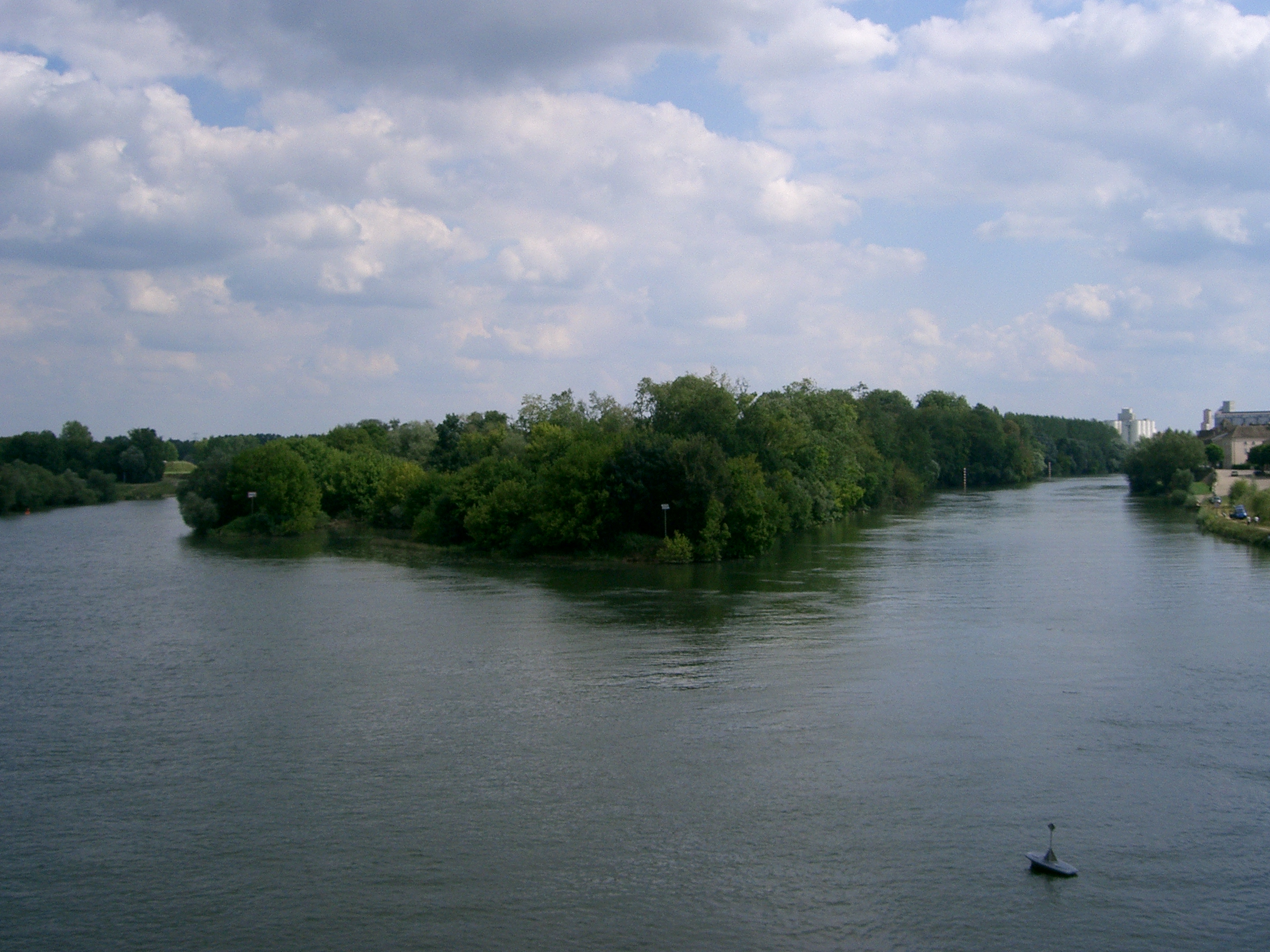
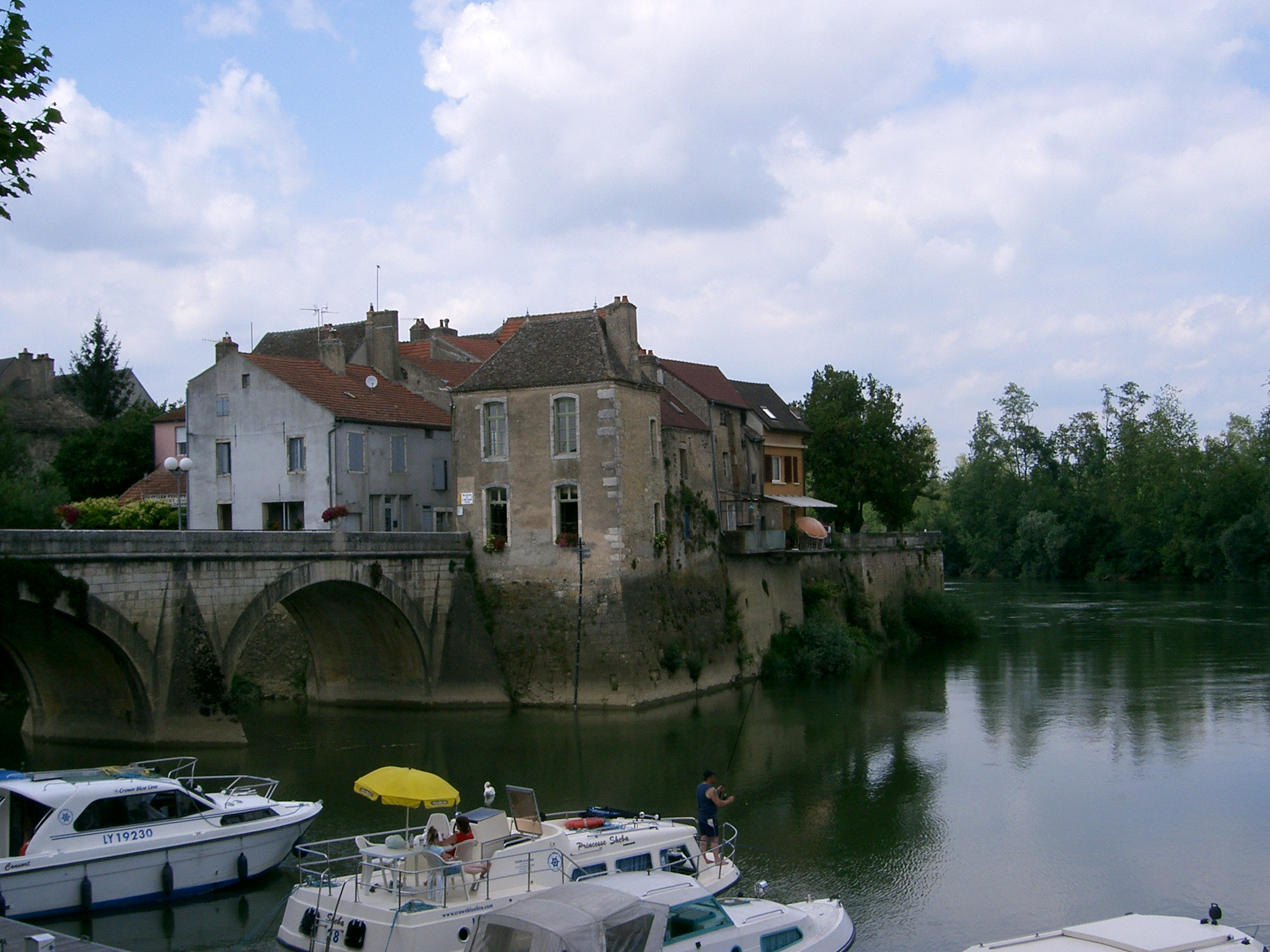
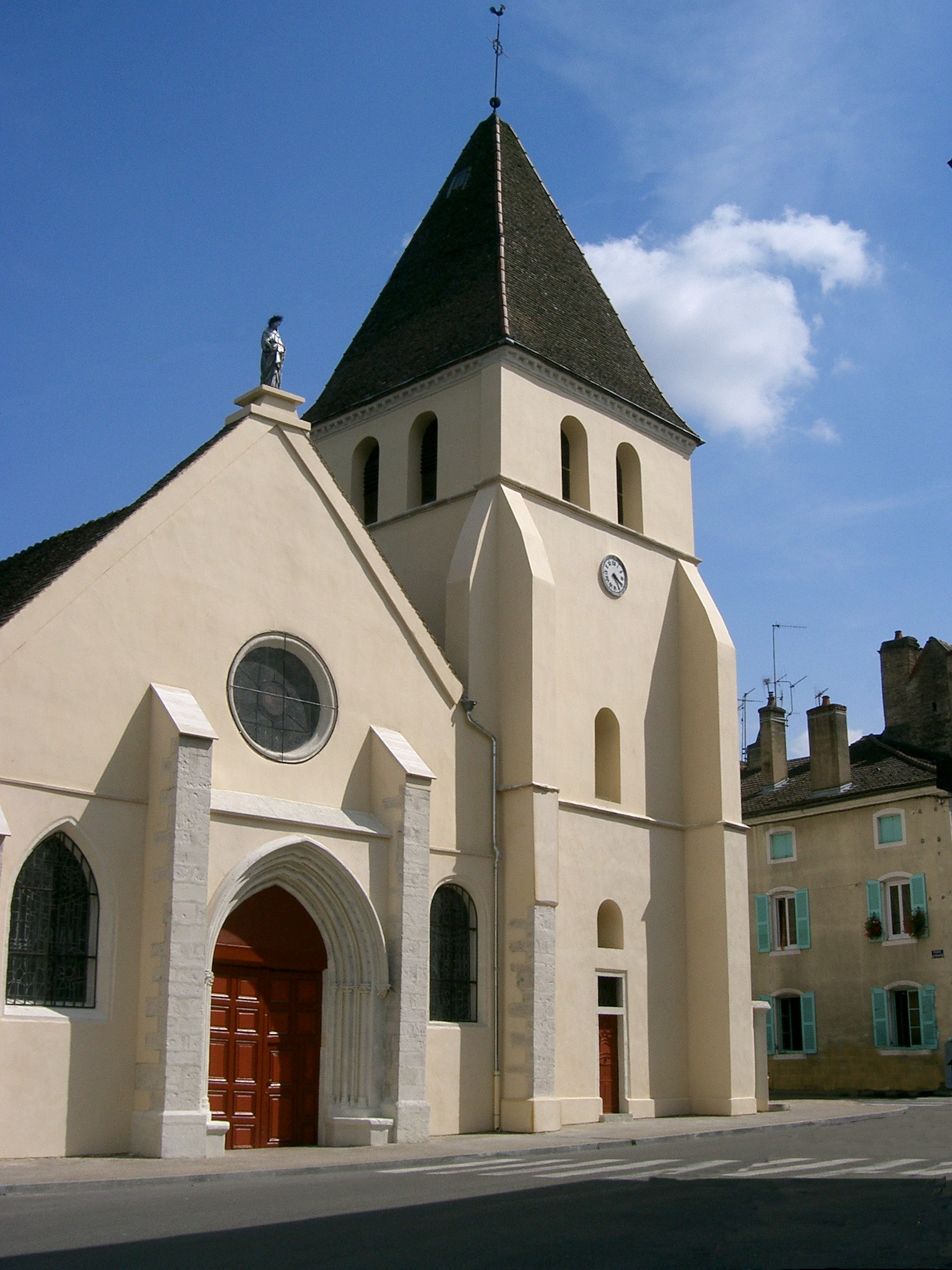
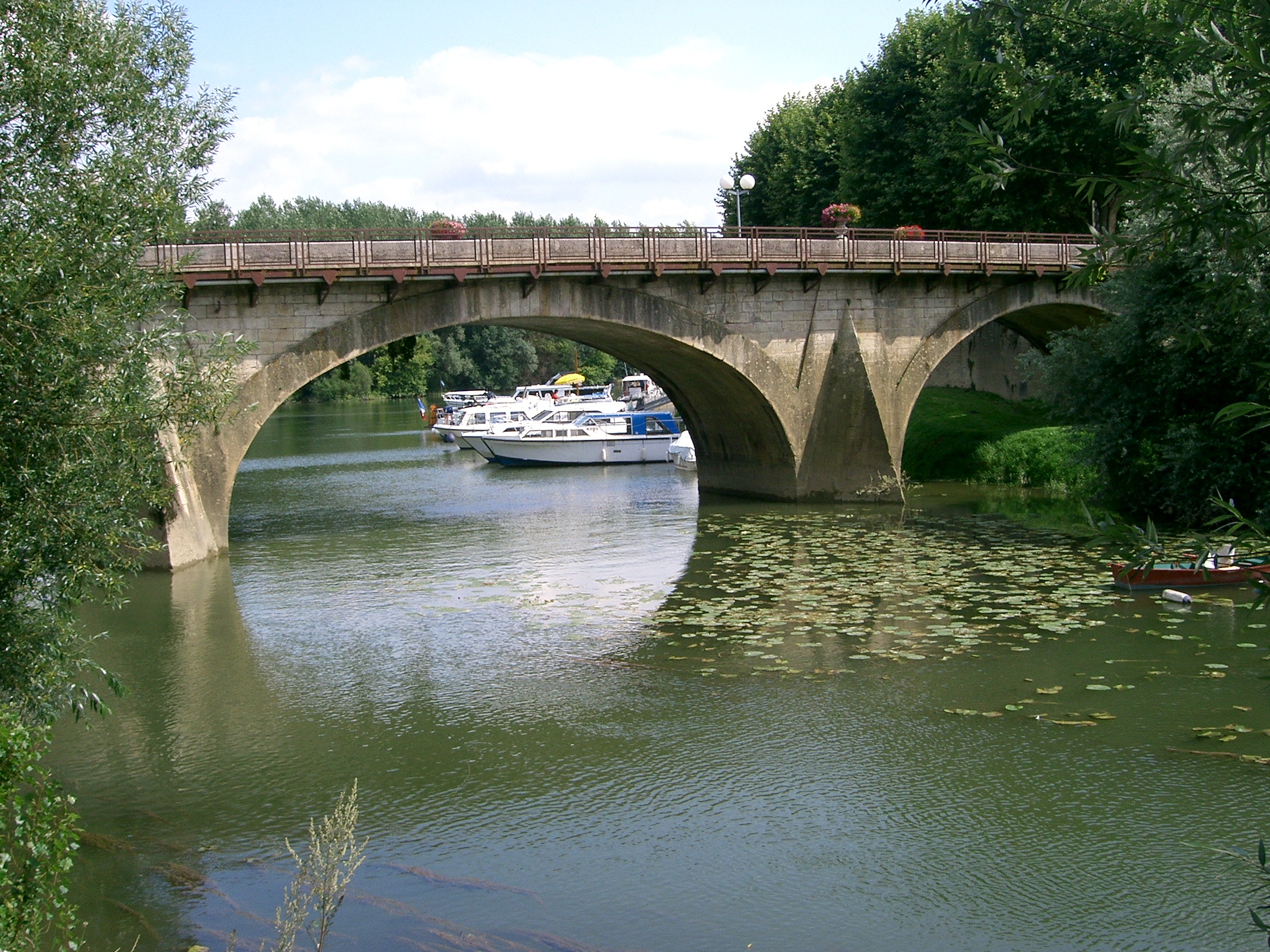
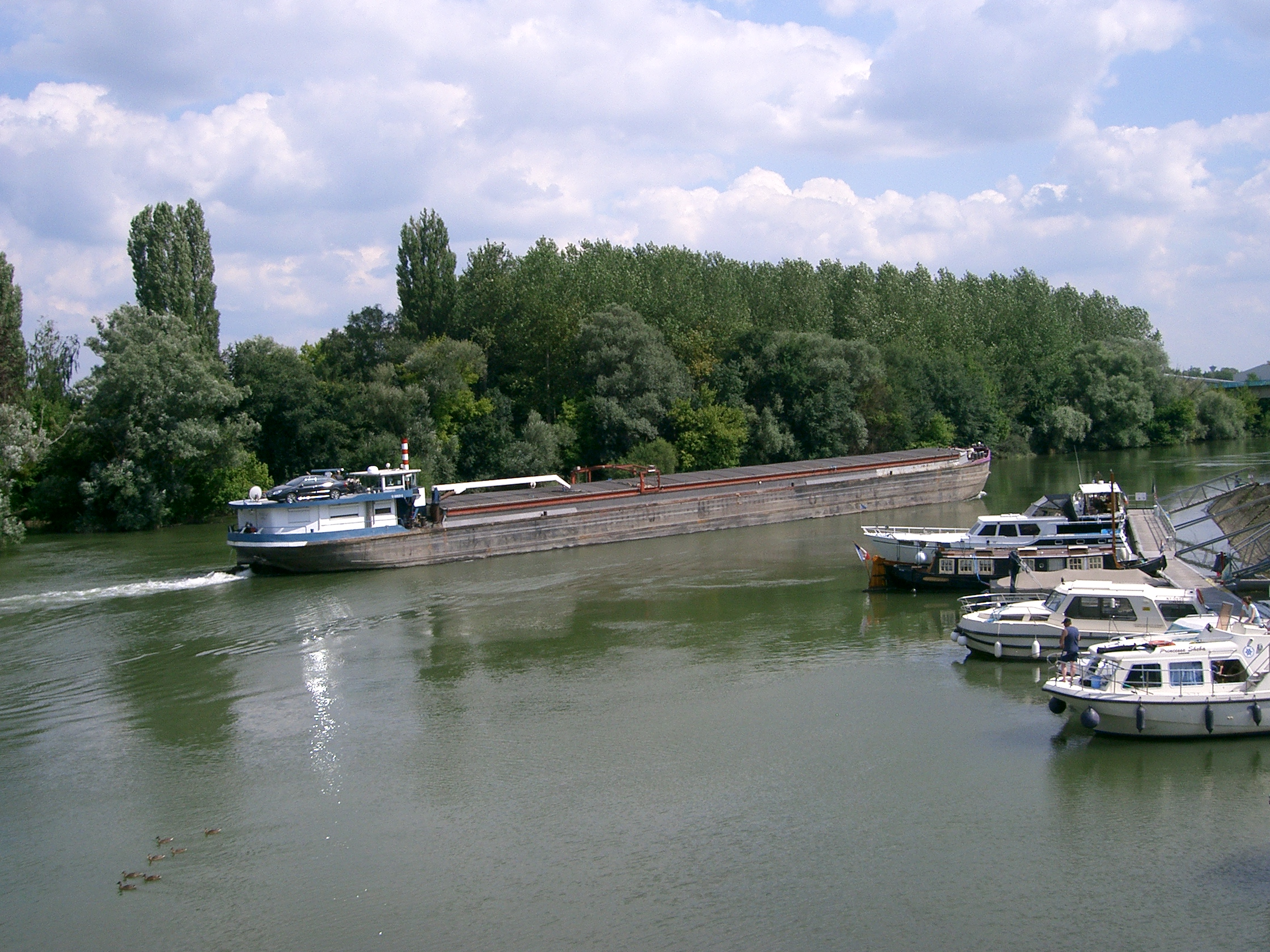